# Voryčia
Voryčia je řeka na západě Litvy, v okrese Šilutė, zčásti (dolní tok) na území Regionálního parku Němenské delty, pravý přítok ramene říční delty řeky Němenu Rusnė, vlévá se 15,3 km od jejího ústí, přímo naproti středu říčního ostrova Ragininkų sala.

## Průběh toku
Pramení v katastru obce Gaideliai, 5 km jihovýchodně od města Šilutė, při silnici č. 141. Teče směrem jihozápadním, kříží silnici Šilutė - Užliekniai a cestu Rupkalviai - Sausgalviai. Do ramene Rusnė se vlévá 15,3 km od jejího ústí, přímo naproti středu říčního ostrova Ragininkų sala. V povodí Voryče jsou poldery, na pravém břehu mokřad Žalgirių pelkė.

## Ostrov Ragininkų sala na mapě
| DELTA NĚMENU Atmata Atšakėlė Aukštumala Aukštumalos protaka Bevardis Bevardė Briedžių Dumblė Kadaginis Kiemo Kniaupas Krokų Lanka Kubilių Kurský záliv Leitė Minija Naikupė Pakalnė Palankys Záliv Prūsinė Purvalankis Ragininkų Rindos šaka Záliv Rindutė Rusnaitė Rusnė (Němen) Rusnė Senoji Skirvytė Skatulė Skirvytė (Severnaja) Šakutė Záliv Šilinė Šventos Elenos Šyša Šyškrantė Tiesioji Trušių Ulmas Uostadvaris Duobelė Upaitis Vidujinė Vikis Vilkinė Vilkinės Vito Vorusnė Voryčia Vytinė Vytinės Uostas Zingelinė |

## Přítoky
Do řeky přitéká množství bezejmenných potoků a jen 4 přítoky jsou zaregistrovány v Seznamu litevských řek.
- levé:
  - V-1 (vtéká do Voryče - 3,7 km od jejího ústí), V-3 (7,7 km), další dva neregistrované rozvětvené přítoky
- pravé:
  - V-2 (1,1 km), V-4 (2,5 km), další neregistrovaný rozvětvený přítok; jeho pravá větev obtéká obce Užliekniai a Vileikiai ze severu, levá větev tytéž obce obtéká z jihu.

## Obce při řece
- Gaideliai, Vileikiai, Sausgalviai, Ragininkai